# Flower power

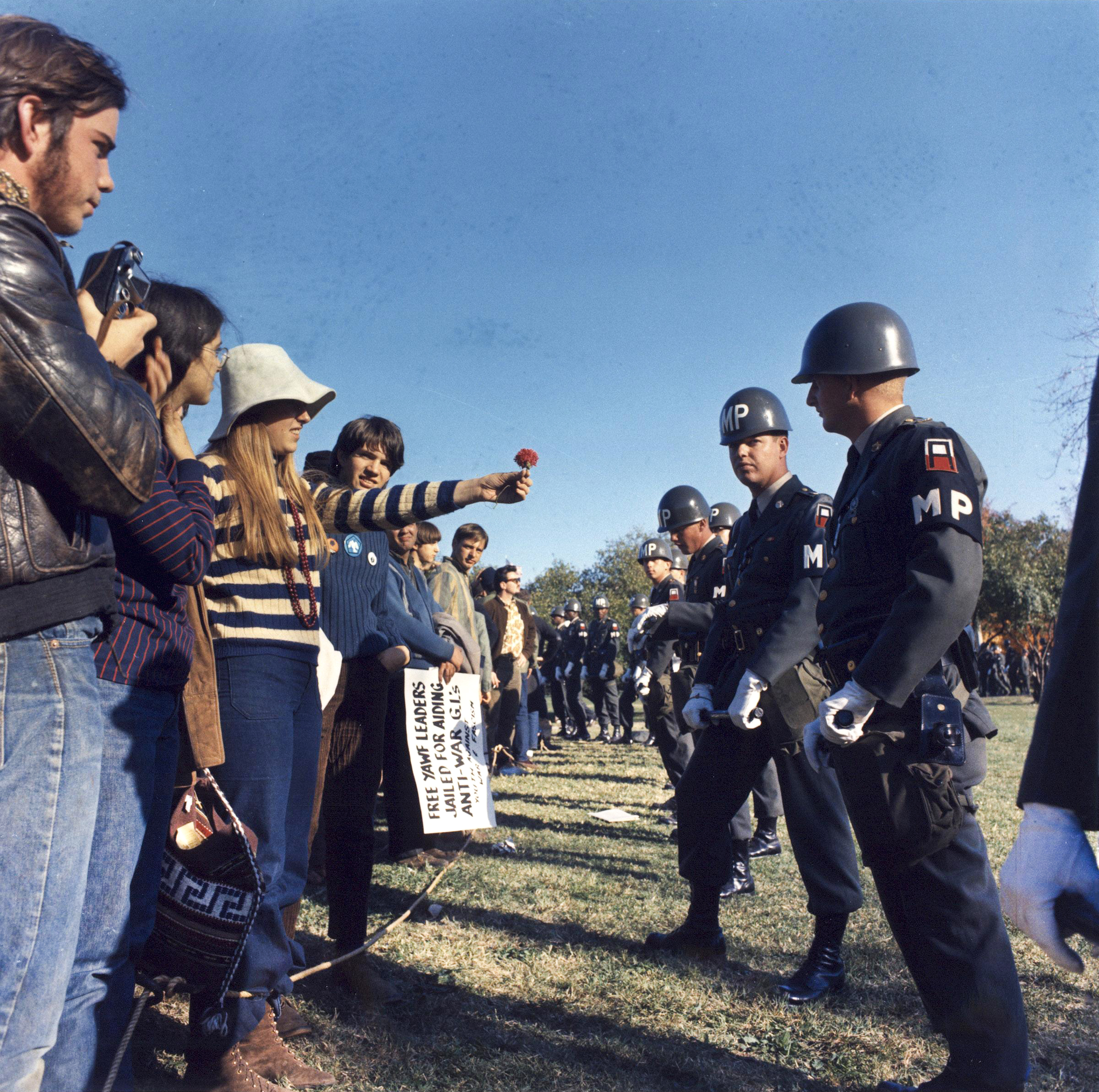
Una manifestante ofrece una flor a la policía militar en una protesta contra la guerra de Vietnam en Arlington, Virginia, el 21 de octubre de 1967.

Flower Power fue un eslogan usado por los hippies a finales de los sesenta y principios de los setenta como un símbolo de la ideología de la no violencia. Se dice que el término fue inventado por el poeta estadounidense Allen Ginsberg en 1965. Desde entonces ha sido utilizado en muchos lugares en referencia a los sesenta, incluidas numerosas películas, programas de televisión y documentales. En 1967, el cantautor escocés Donovan fue catalogado como el príncipe del Flower Power.
A principios de los años 2000 un escritor de filosofía llamado Marelin Thornton propuso la idea de "Flower Power del poder del interminable fluir del amor". Según el mismo escritor: "Lo que sientes es todo lo que importa, porque todo lo que importa está hecho de lo que sientes"; reflejando así la filosofía de la no dualidad.